# Edward Sierpniewski
 Edward Sierpniewski  (1858–1937) – polski wychowawca młodzieży i honorowy obywatel Kańczugi.
Urodził się w 1858 roku w Kańczudze. Był długoletnim dyrektorem powszechnej szkoły męskiej i żeńskiej w Kańczudze. Przeszedł na zasłużoną emeryturę, po ponad 50 latach w szkolnictwie, osiadł w Jarosławiu, gdzie jego żona była kierowniczką szkoły im. Księżnej Ostrogskiej (obecnie Publiczne Gimnazjum nr. 3 im. Ks. Jana Twardowskiego). Zmarł w 1937 roku w Jarosławiu.

## Rodzina
- Żonaty z Marią z Wierzbickich (1884–1944)

## Literatura
- Z żałobnej karty Express Jarosławski 1937